# Carl Richard Nyberg
Carl Richard Nyberg, född  28 maj 1858 i Arboga, död 25 mars 1939 i sitt hem på Täcka udden på Lidingö, var en svensk uppfinnare, entreprenör och flygpionjär, kallad "Flyg-Nyberg".
Carl Richard Nyberg var en av många innovativa pionjärer inom maskinteknik, som verkade i Sverige i slutet av 1800-talet och början av 1900-talet. Han fick patent på en blåslampa 1881 och konstruerade också många andra komponenter och maskiner inom en rad olika teknikområden. Han blev också internationellt känd för sina tidiga insatser på flygteknikens område. Han kom aldrig upp i luften utan avslutade sina försök 1909.

## Uppväxt och utbildning
Carl Richard Nyberg växte upp under fattiga förhållanden i Arboga. Hans far dog när han var ett år gammal och han sattes 14 år gammal efter avslutad skolgång i lära hos guldsmeden P. O. Hellsund, tillverkare av bland annat "giktringar" som påstods bota reumatism och gikt. Vid 17 års ålder flyttade han till Stockholm för att arbeta hos en morbror. Denne hade ett litet företag som sysslade med olika slags metallarbeten samt med lödning av olika material. Omkring 1878 tog han en anställning vid företaget J. E. Eriksons Mekaniska Verkstad, sedermera AB Mekanikus, och arbetade där med montering av bensin- och oljekök.

## Uppfinning av blåslampan

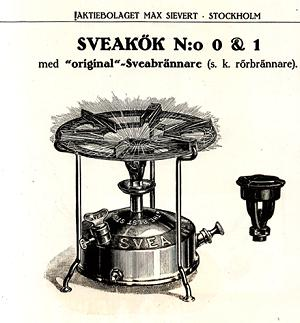
Fotogenköket Svea

Under tiden vid Mekanikus förbättrade Carl Richard Nyberg tekniken för lödning av rörskarvar. Sådana skarvar utfördes tidigare med primitiva och svårkontrollerade metoder. Efter en del experimenterande uppfann han den så kallade lödlampan. Den bestod av en med luft trycksatt behållare med sprit, som vid antändning gav en stark, koncentrerad het värmestråle liknande en svetslåga. År 1881 patenterade han en efterföljare, blåslampan, till en början kallad gasoljelödlampa. Denna gav en stabilare låga och var också säkrare. Året därpå lämnade han anställningen vid Mekanikus och startade egen tillverkning av blåslampor i en tvättstuga på Luntmakargatan i Stockholm. Han sålde sina produkter själv. Carl Richard Nyberg författade nedanstående annonstext i en annons den 11 juni 1883, i vilken också fanns en tecknad bild av hans blåslampa:
| ”                                            | Nybergs pat. Gasoljelödlampa kan enligt Hr. Civilingenjören Otto Fahnehjelms intyg bättre än någon annan lampa användas vid lödning af metaller. Den är äfven mycket lämplig att användas vid lödning af t.o.m. 1 tums breda bandsågar, då messing kan användas att löda med, vid rengöring af tillbeckade maskiner, för uppvärmning af större lödkolfvar m.m. | „ |
| – C. R. Nyberg, Stockholm, Luntmakargatan 60 | |   |

I nedre delen av annonsen, där priset angavs till 12 kronor, fanns också en referens till L. M. Ericsson & Co. Lars Magnus Ericssons företag hade rykte om att ha nått framgångar med företag med tekniskt avancerade produkter. De rekommenderade också Nybergs blåslampa i sina egna annonser vilket gav Carl Richard Nyberg god draghjälp i marknadsföringen.
Blåslampan blev också oumbärlig för att starta råoljemotorer. I sådana värms den tändande kulan med blåslampa tills den glöder, varpå motorn vevas igång för hand. Den driftssäkra tändkulemotorn fick en stor marknad inom det svenska jordbruket som hjälp- och traktormotor. Den användes också i snart sagt alla typer av motordrivna yrkesbåtar, inte minst i fiskebåtar, långt in på 1950-talet.
Carl Richard Nyberg fick dock problem med ekonomin, genom att han med alltför begränsade resurser svarade för både tillverkning och försäljning av lödlamporna. Han drygade därför ut blåslampstillverkningen med att göra sådana "giktringar", som han hade lärt sig att tillverka i ungdomen i Arboga.

## Tillverkning i Sundbyberg

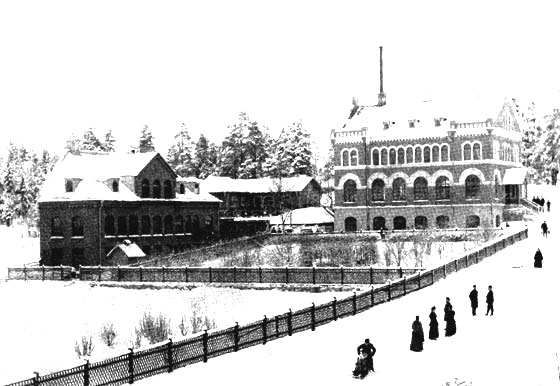
C.R. Nybergs Lödlampfabrik i Sundbyberg, 1891.

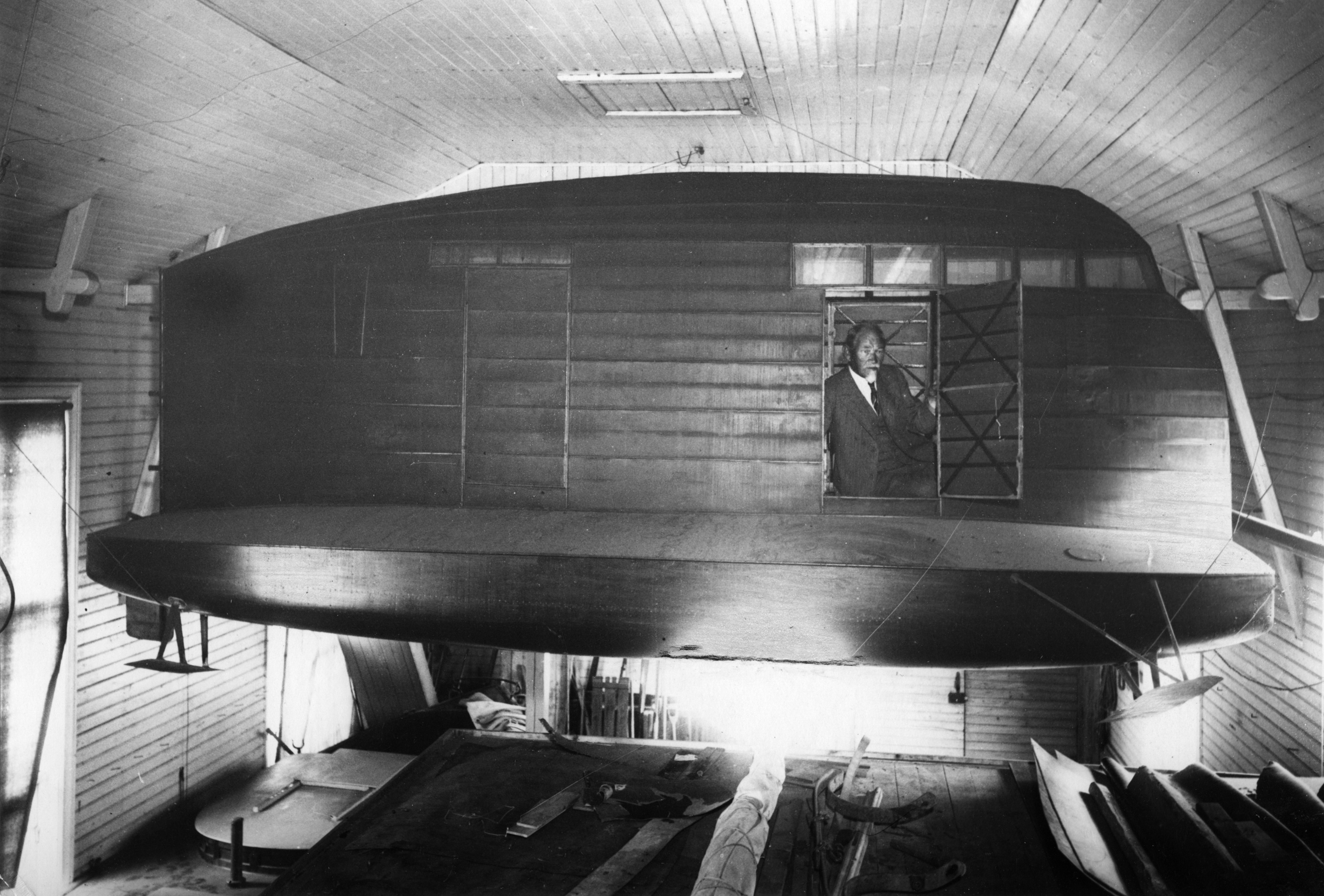
Fabrikör C. R. Nyberg i Hydran i hangaren vid Täcka Udden, omkring 1910.

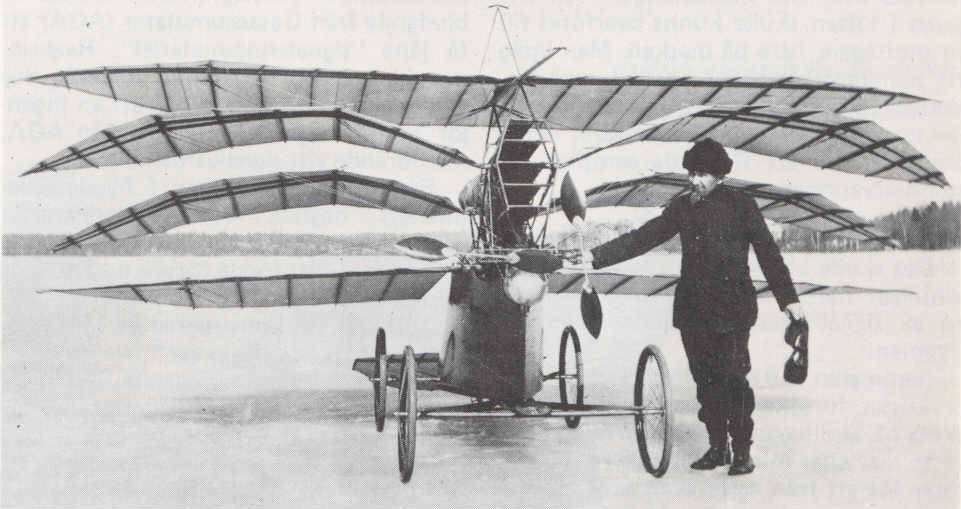
C.R. Nyberg och hans ångmaskinsdrivna flygplan Flugan på Grönstavikens is.

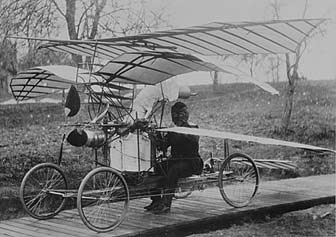
Flugan på en träbelagd rundbana i C.R. Nybergs trädgärd.

År 1884 flyttades tillverkningen till Sundbyberg, där den till en början skedde i ett uthus under blygsamma förhållanden. Carl Richard Nyberg arbetade ett antal år i partnerskap med grosshandlaren Max Sievert, som också svarade för försäljning. Efter det att fotogenkökstillverkaren Primus också startat produktion av blåslampor, började även Nyberg att framgångsrikt tillverka fotogenkök under varumärket Svea. Företaget ombildades till aktiebolag 1906, med namnet C.R. Nybergs Lampfabriks AB. 
År 1891 flyttade företaget in i en nybyggd, påkostad fabriksbyggnad på Prästgårdsgatan 9. Nybergs lampfabrik blev före första världskriget Sundbybergs näst största företag i antalet anställda, efter AB Sieverts Kabelverk. År 1913 hade företaget cirka 200 anställda

## Experimenterande med ångmaskinsdrivna flygplan
Carl Richard Nyberg arbetade också med många andra uppfinningar, bland annat ångmaskiner, flygplan, fartygspropellrar och ubåtar. Han hade tidigt, redan vid 17 års ålder, skissat på en undervattensbåt. Hans egenhändiga, fortfarande bevarade, skiss på en ubåt hamnade så småningom hos marina experter som ansåg att "idén var bestickande men att problemet med undervattensgång tyvärr var olösligt...".
Nyberg är mest berömd som flygpionjär och fick på grund av detta smeknamnet "Flyg-Nyberg". Redan 1874 byggde han en modell av en helikopter, som drevs av ett fjäderverk och kunde lyfta två meter.
Från 1899 började han göra experiment "för flygproblemets lösning" med sitt egenkonstruerade försöksflygplan Flugan. Proven utfördes på en rundbana av träplank, en så kallad karusellbana, utanför Nybergs villa på Täcka udden vid Grönstaviken på norra Lidingö och under vintern på en plogad rundbana på Askrikefjärdens is.
På våren 1899 försökte Carl Richard Nyberg i en annonskampanj värva personer som kunde bidra med kapital för att "främja lösningen af ett problem som sedan lång tid sysselsatt ingenjörer i verdens alla länder..". Annonserna var undertecknade av professor J. E. Cederblom på Kungliga Tekniska högskolan, som hade börjat intressera sig för flyget, samt av maskiningenjör Anders Rosborg och honom själv. Kampanjen väckte dock inget intresse bland investerare. Trion vände sig också till riksdagen och kungen, men deras vädjan om kapitalbidrag mottogs med ett svalt intresse. De fick istället till största delen själv bekosta sina flygexperiment med egna, begränsade resurser.
Omkring 1908 uppförde han en flyghangar med speciellt utformat tak och öppningsbar port mot sjön vid strandkanten nedanför sin villa, där han via en räls kunde få ut Flugan på isen. Flyghangaren och båthuset är sen 1985 byggnadsminnesförklarade. Taket var speciellt utformat för bästa möjliga luftströmning till det vindkraftverk som var monterat uppe på taket som försåg verkstaden med ström. 
Flugan var fem meter mellan vingspetsarna och hade en sammanlagd vingyta på 13 m². Motorn var en av Nyberg egenkonstruerad ångmaskin med en rörångpanna på 38 kilogram som eldades med ett antal gasoljelödlampor. Motorn gav en maximal effekt på 10 hk vid 2000 varv per minut, ett för tiden extremt högt effekt/vikt-förhållande för en ångmaskin. Det var ändå otillräckligt för att ordentligt få upp det 80 kilo tunga planet i luften. Endast ett antal korta hopp på någon halvmeter upp i luften åstadkoms och Nyberg fick lida mycket spe för detta. Senare har han dock blivit erkänd som en av pionjärerna inom aviation. Han slutade med sina flygexperiment omkring 1910.
Flugan anses av eftervärlden ha funnits i två versioner, en första version från 1902 (cirka ett år innan bröderna Wright hade färdigutvecklat sitt första plan) och en version från 1904, även om de exakta årtalen inte har kunnat bekräftas. Han gjorde flera prov med Flugan på Askrikefjärdens is, både lyckade och misslyckade. Flygplanet var förankrat till en stolpe i isen med en lång lina och kördes i cirkelbana.
Carl Richard Nyberg var även en pionjärer inom aerodynamiken i att fastställa hur flygplanets vingar skulle vara konstruerade och sambanden mellan dragkraft, lyftkraft, strömningsmotstånd och stabilitet, genom att konstruera en egen vindtunnel för modellförsök. Det stora problemet för Nyberg var att han vid tiden för sina utprovningar av flygplan i full skala inte hade tillgång till små effektstarka förbränningsmotorer som kom att uppvisa avsevärt högre effekt i förhållande till vikt än vad den mest kompakta ångmaskinen skulle kunna komma upp till. I december 1903 kunde bröderna Wright i USA för första gången få ett flygplan med en pilot att hålla sig i luften ett par hundra meter med hjälp av en liten 16 hk bensindriven förbränningsmotor där planet, av typen dubbeldäckare med 12 meters vingbredd, hade en vikt inklusive pilot på cirka 300 kilo.

## Verksamhet efter 1922

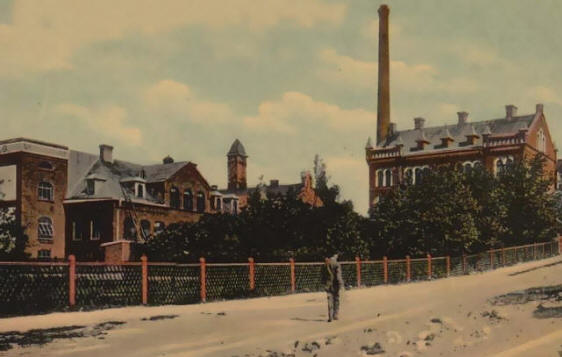
Nybergs Lödlampfabrik i Sundbyberg, 1910.

Carl Richard Nyberg lämnade sitt företag 1922 och sålde aktiemajoriteten till Max Sievert. Han kom därefter att ägna sig åt bland annat förbättringar av fartygspropellrar. Efter att ha gått på grund och använde en hammare för att rikta propellrarna insåg han att de borde kunna fungera som vingar, om de fick ett tvärsnitt som vingprofil. Dittills tänkte man sig att de fungerade som skruvar. Både de så kallade Nyberg-propellrarna och Huss-propellrarna baserar sig på hans arbete. Nyberg tog dock aldrig ut något propellerpatent, men hans arbete med propellrar gav framförallt större fartyg effektivare och lugnare gång.
Carl Richard Nyberg lade också ner mycket tid på att förbättra säkerheten för fotogenköken, då det hade inträffat många explosionsolyckor med tryckkärlen till köken, ofta med allvarliga konsekvenser. Han agerade i olika sammanhang för att höja kvaliteten på köken, i första hand för bättre falsning och lödning av bränslebehållarna. Detta arbete skedde ofta i stark polemik mot andra tillverkare av kök, till exempel Paul U. Bergström. Denne var bosatt på Bosön inte långt från Nyberg, och ägde det företag som tillverkade fotogenkök under varumärket Pyro. Nyberg menade att dessa kök var av undermålig säkerhetskvalitet och retade sig på att Paul U. Bergström marknadsförde dessa som "säkra fotogenkök". Sin avsky för Bergström, som tydligen retat upp Nyberg rejält, demonstrerade han på sitt speciella sätt genom att måla ett porträtt av Bergström på golvet inne i sin verkstad vid en svarv. Porträttet, som fortfarande finns kvar, gjorde att han kunde trampa på Bergström varje gång han använde svarven. Det påstås också att porträttet föreställde Bahcos grundare Berndt August Hjorth, som konkurrerat med en modell och konstruktion av blåslampa.
Inför sin 80-årsdag gav Nyberg 1938 ut en skrift med minnesanteckningar från sitt liv som uppfinnare och industrialist. Några citat från hans minnesanteckningar
"Att jag slutade med flyget .... var inte att jag ansåg det omöjligt att flyga med ånga. Jag avsåg med mina försök att få maskinen att lyfta. Den av mig år 1899 projekterade och av ingenjör Anders Rosborg i Vetenskapsakademien framlagda planen gällde en maskin på 30 à 40 hkr med en totalvikt av 400 kg. och som skulle gå endast 10 minuter åt gången på isen samt därvid vara fängslad och inte kunna höja sig mera än 1/2 meter."
"Den ovannämnda maskinen Flugan var egentligen inte avsedd att flygas med bemanning. Den tillkom för att jag ej erhöll förståelse för ett förslag jag framlagt i Vetenskapsakademien 1899 och som gällde en maskin på 40 hkr och 40 kg vikt. Då tillverkades "Flugan" för att möjligen släppas upp på egen hand utan bemanning, men innan så skedde åkte vi slängkälke för att prova olika vingplan m. m."
Vid ett provtillfälle på rundbanan på isen med Flugan havererade planet och fick omfattande skador. Nyberg klarade sig dock helskinnad. En kommentar om detta finns i hans minnesanteckningar till försvar för det inträffade;
"Vid experiment kunna genom förbiseende av en eller annan sak missöden inträffa, det hade både jag och Gustaf Dalén erfarenhet av, om också hans var av betydligt mera tragisk natur än min".

## Familj
Nyberg var gift med Charlotta Vilhelmina Fredriksson, född 1856. Paret hade barnen Anna Hildegard (Hildur), Axel Gunnar och Anna Elsa (Lisa). Han är begravd på Lidingö kyrkogård.

## Utmärkelser
- Ett svenskt minnesfrimärke i valören 2:70, utgivet 1984 med Carl Richard Nyberg vid spakarna i sitt flygplan Flugan.

## Nutida bilder

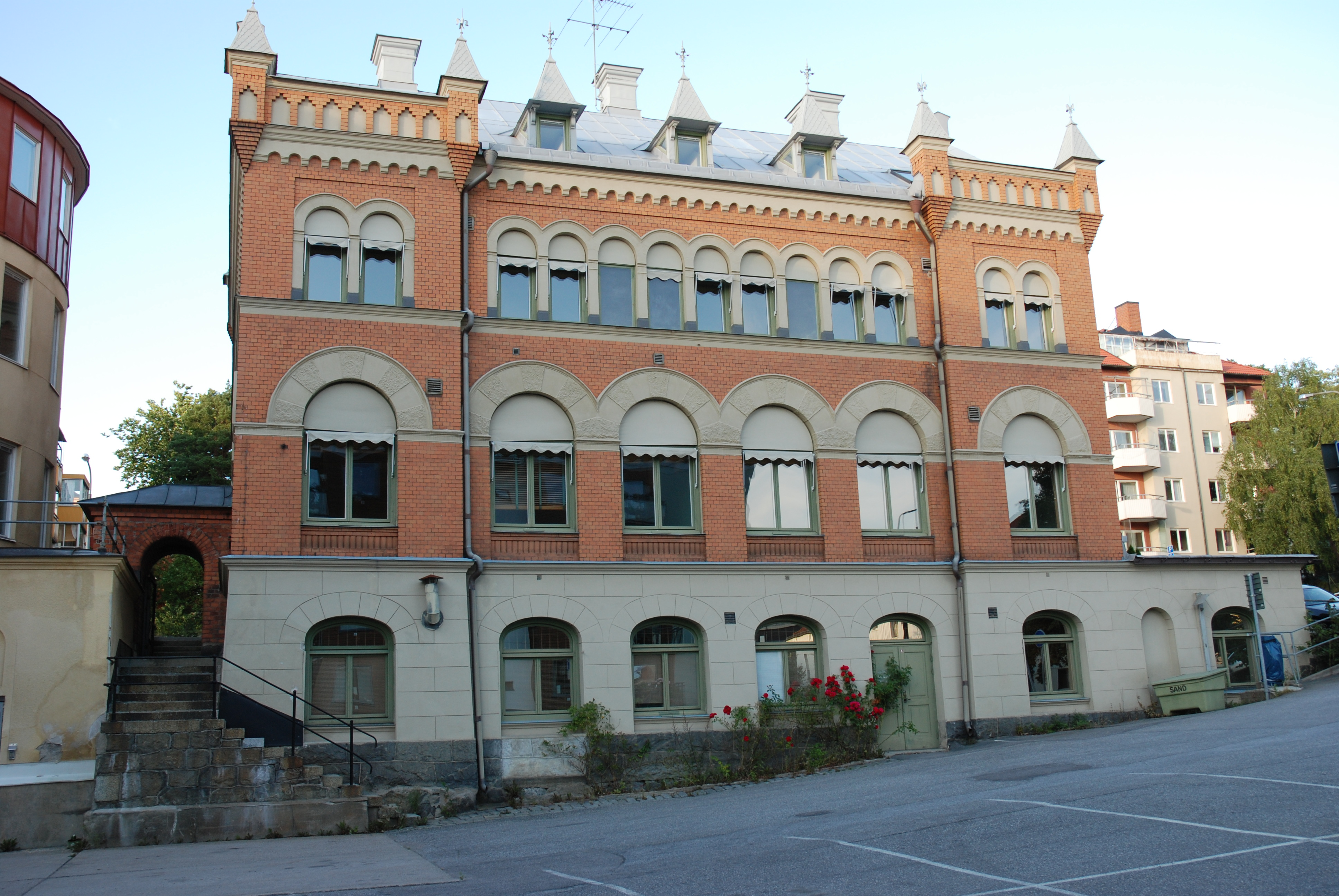
Nybergs Lödlampfabrik på Prästgårdsgatan 9 i Sundbyberg, 2007.
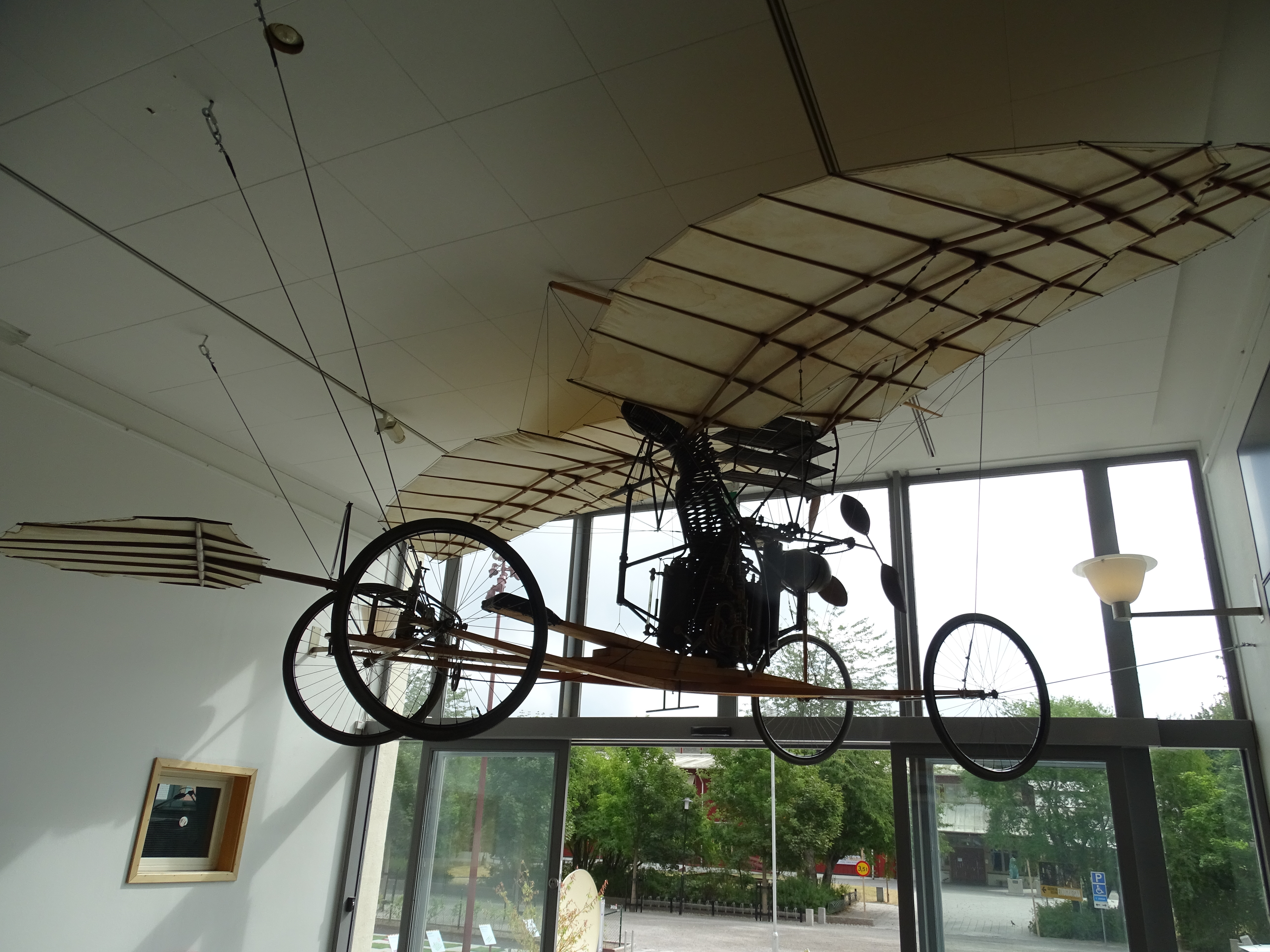
Flugan i Tekniska museet i Stockholm.
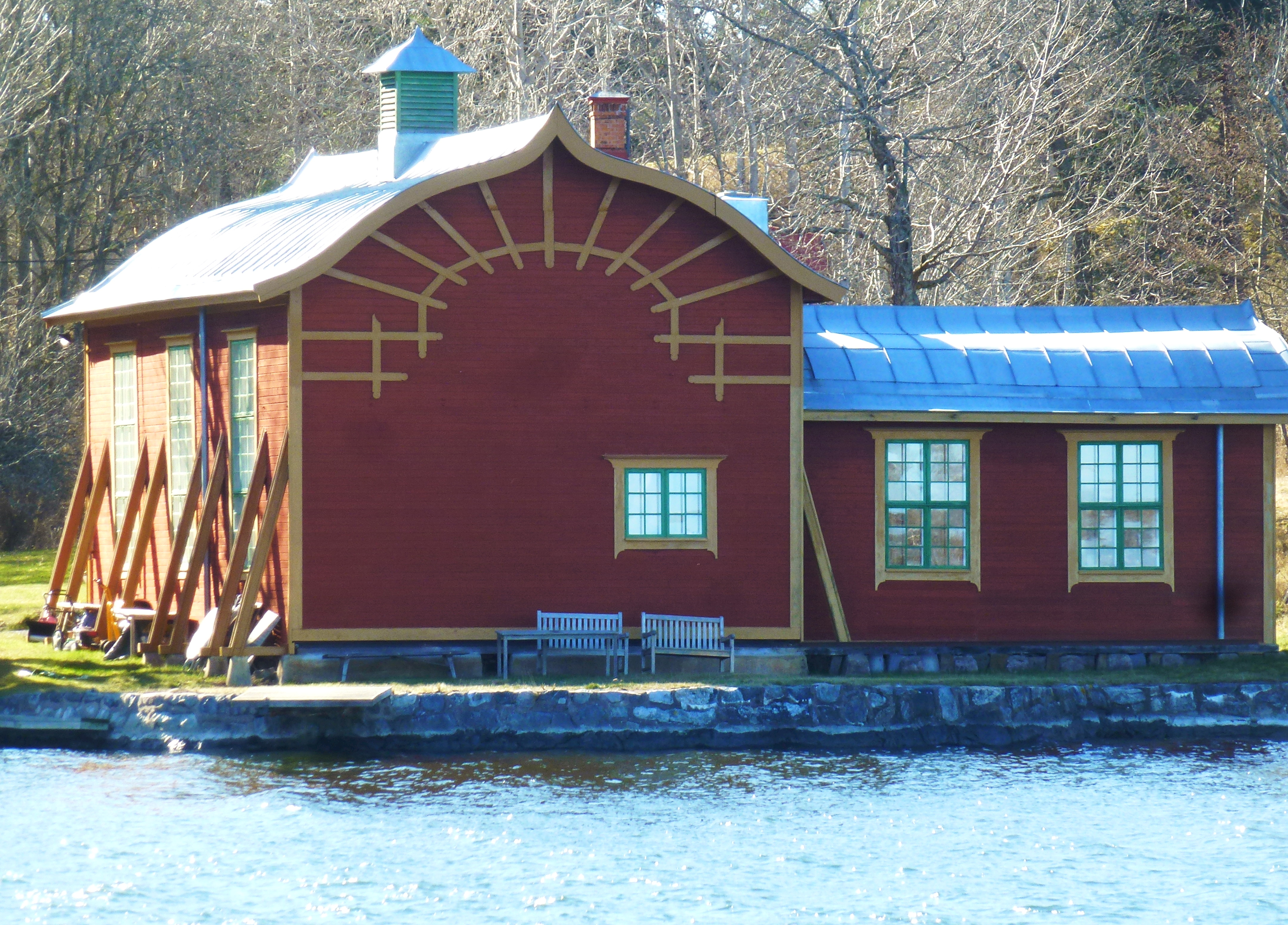
Sjöhangarn på Täcka udden, Lidingö.
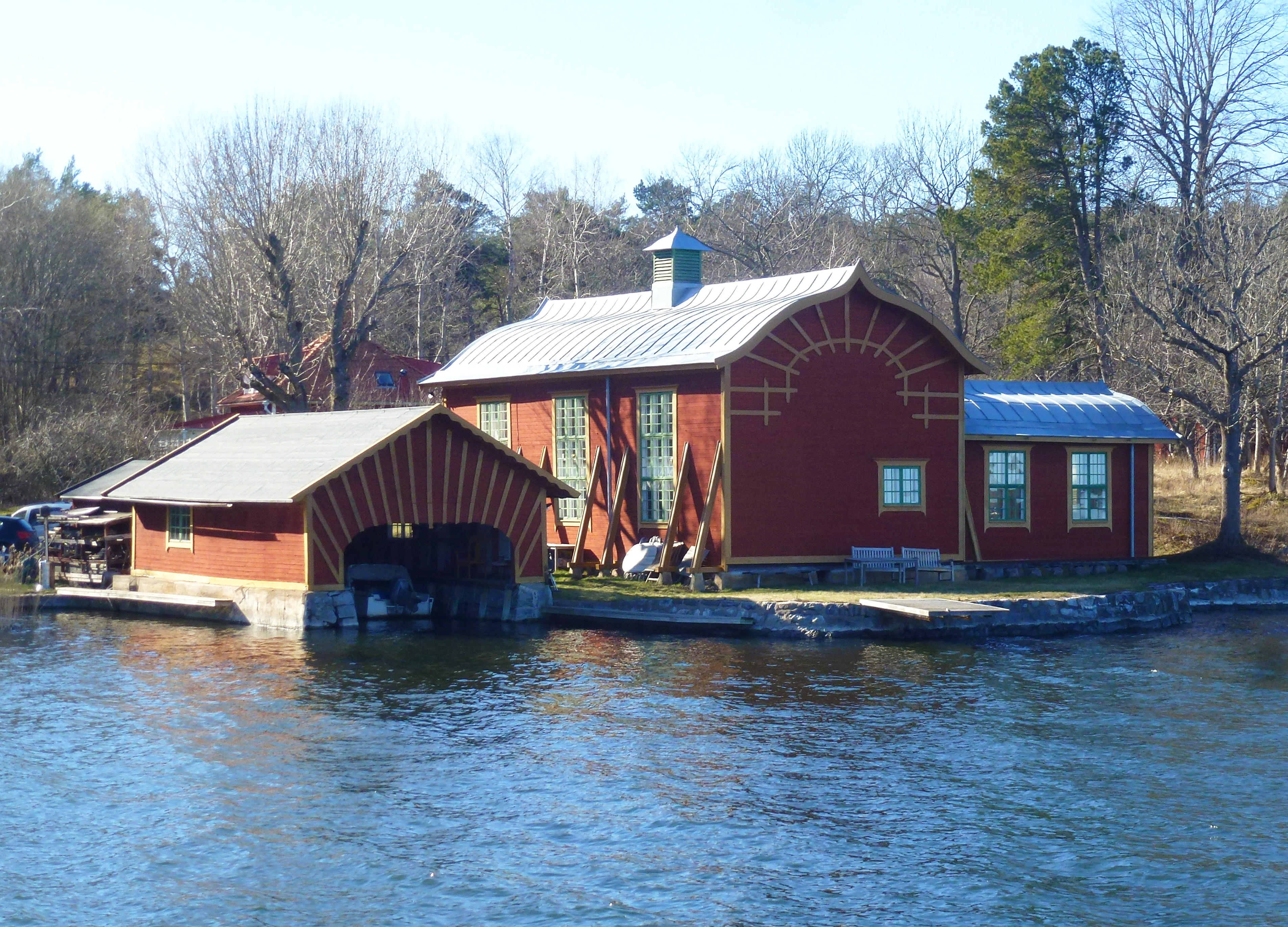
Hangarn och båthuset, mars 2020.
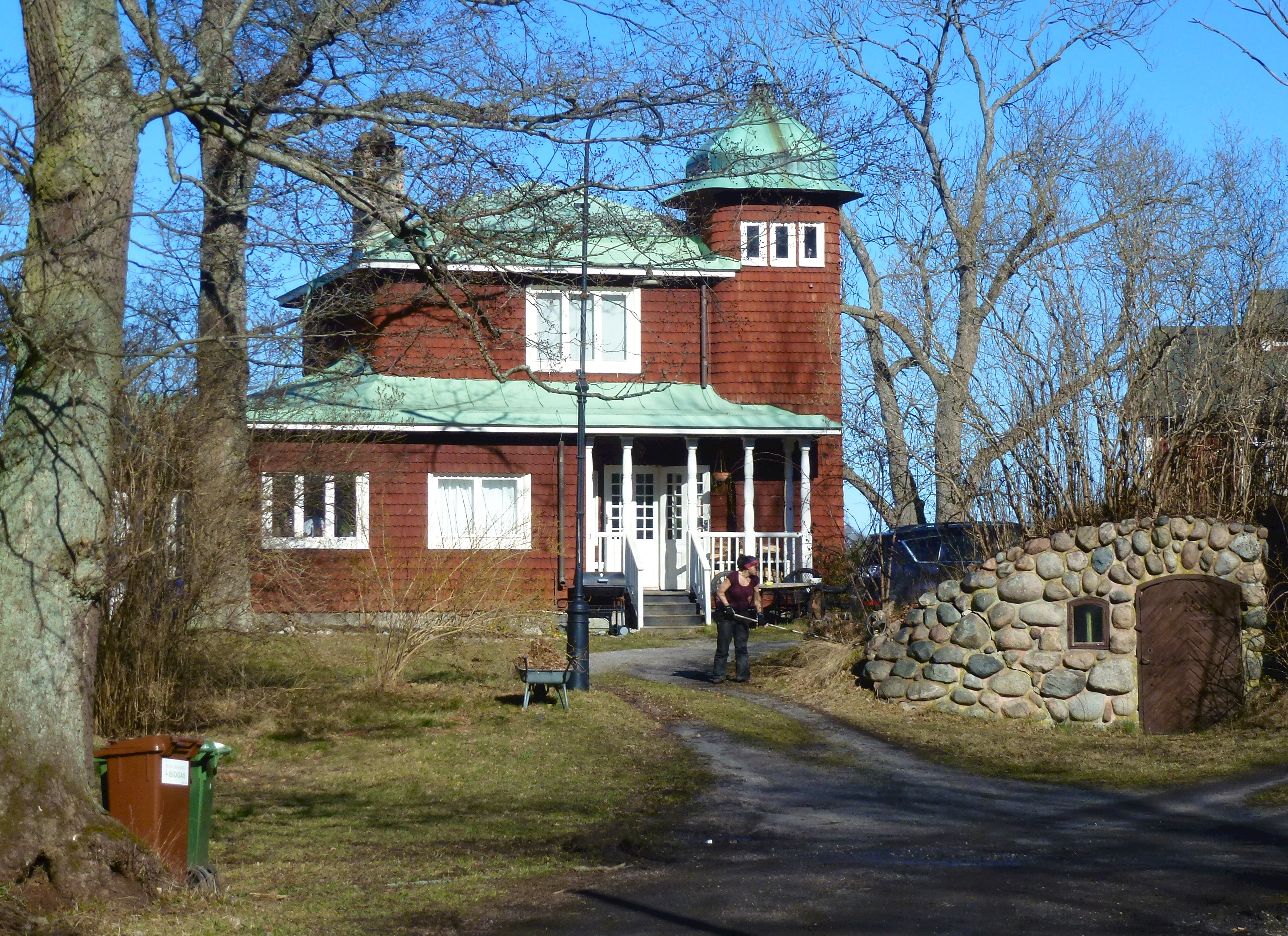
Villa Nyberg, Täcka udden, mars 2020.